# Couturière à longue queue
Orthotomus sutorius
Espèce
Statut de conservation UICN

 LC  : Préoccupation mineure
La Couturière à longue queue (Orthotomus sutorius (Pennant, 1769)), appelée aussi parfois Fauvette couturière, est une espèce de passereau appartenant à la famille des Cisticolidae.

## Répartition
Son domaine est le sud et le sud-est de l'Asie.

## Habitat
La couturière à longue queue est abondante dans les forêts tropicales dont les forêts de bambous, dans les jardins et aussi dans les plantations quand il y a de grands arbres.

## Description

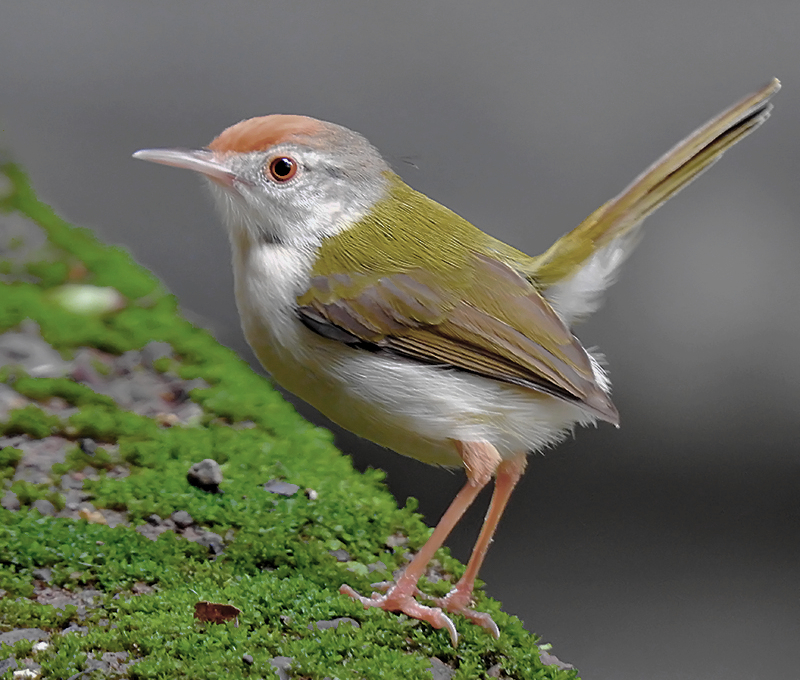
Une femelle en Inde

La fauvette couturière mesure de 10 à 14 cm de la tête à la queue et pèse de 6 à 10 g.
Elle vit en couple dans les arbres, les buissons et les bambous. C'est un oiseau chanteur toujours en mouvement qui constamment émet un pépiement.
Elle descend aussi à terre où elle sautille la queue dressée en l'air.

## Alimentation
La couturière à longue queue est insectivore.
Elle se nourrit de petits insectes et de leurs larves, de petites araignées et de coléoptères.
Cet oiseau, comme le verdin à front d'or, boit aussi du nectar provenant de nombreuses espèces de fleurs : celles des erythrina, celles des loranthus et celles des fromagers rouges (ou Kapokier rouge) (salmalia malabarica ou bombax ceiba) entre autres.

## Reproduction
La saison des amours a lieu de mars à décembre mais plutôt pendant la mousson de juin à août en Inde, de mars à mai et de août à septembre au Sri Lanka.
L'oiseau construit son nid avec des feuilles énormes (feuilles de manguiers, de figuiers...) qu'il troue avec son bec puis  coud entre elles avec un filament végétal, d'où ses noms familiers. Il obtient ainsi un cornet dans lequel il bâtit son nid proprement dit, un nid fait de laine de roseaux, de poils de mammifères... Ce nid est suspendu entre 1 et 5 m au-dessus du sol. L'oiselle y pond de 3 à 5 œufs, souvent verts ou bleuâtres ou roses, parsemés de grandes taches brun rouge. L'incubation dure environ 12 jours puis les deux parents nourrissent les oisillons. Les jeunes commencent à voler au bout d'environ 2 semaines. Mais il est à noter que le nid est souvent détruit et les oisillons mangés par des rongeurs (rats...), des chats, des lézards, des oiseaux rapaces et autres prédateurs.

## Galerie

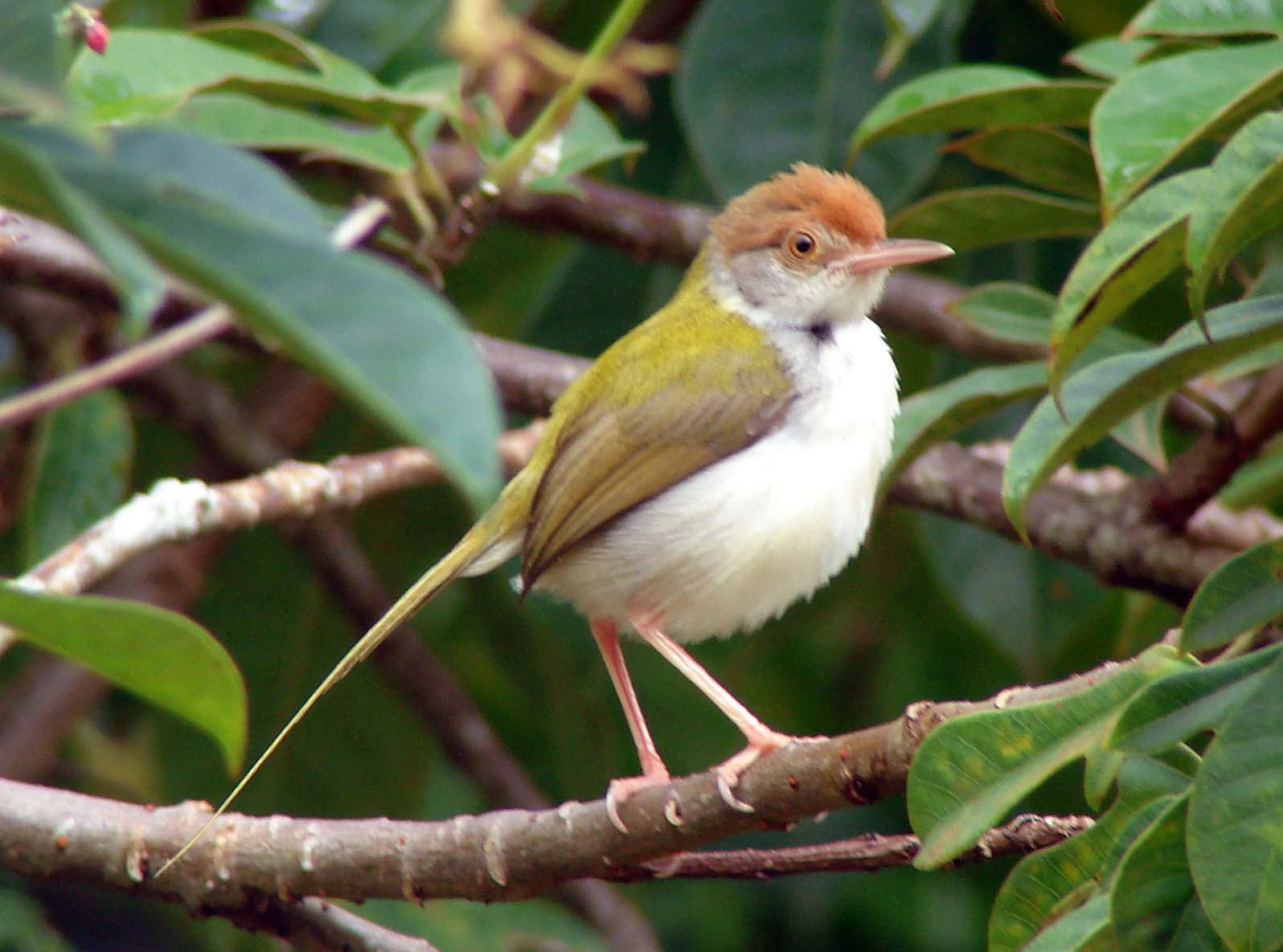
Couturière à longue queue
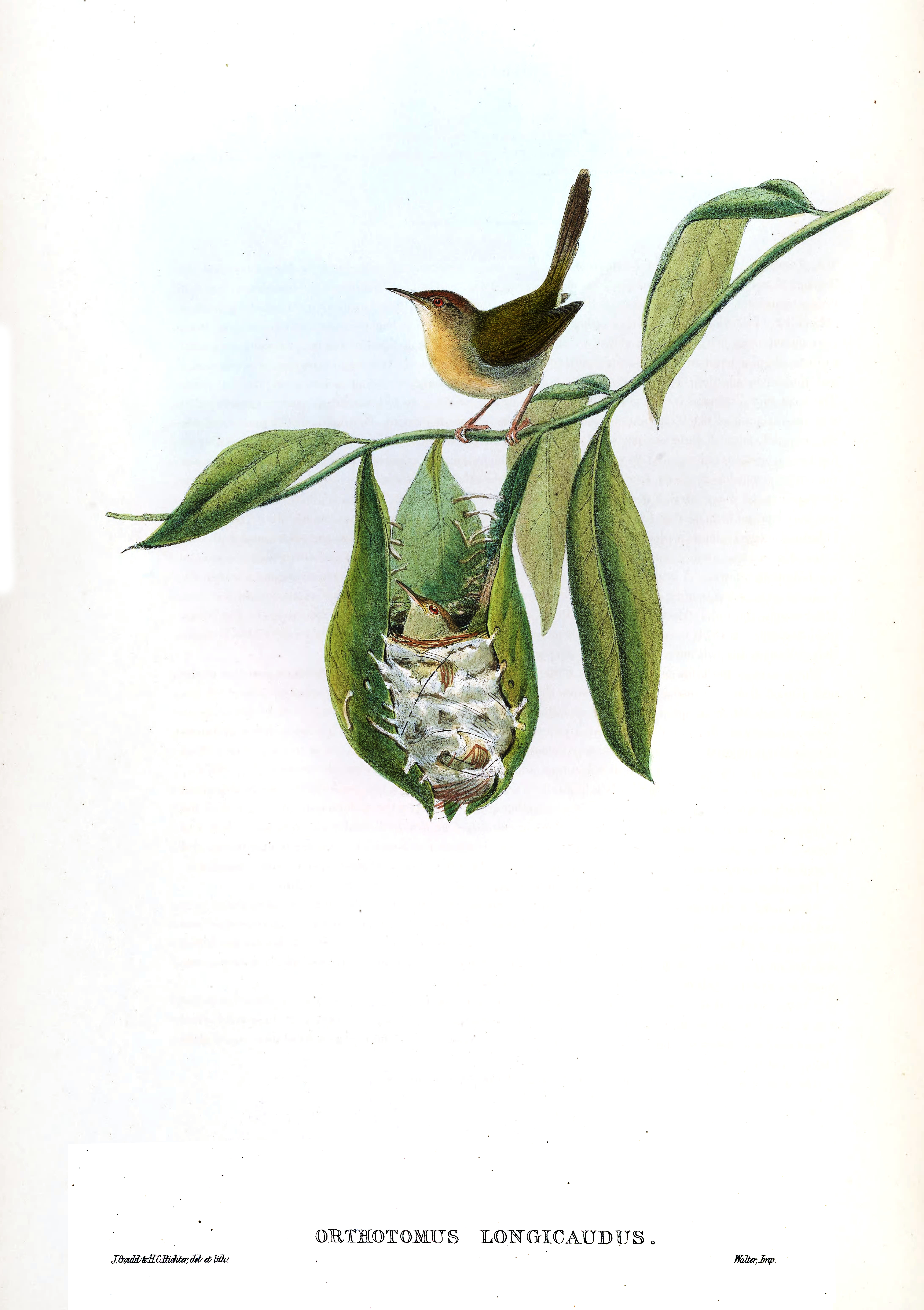
Dessin d'un nid dans un cornet de feuilles par John Gould
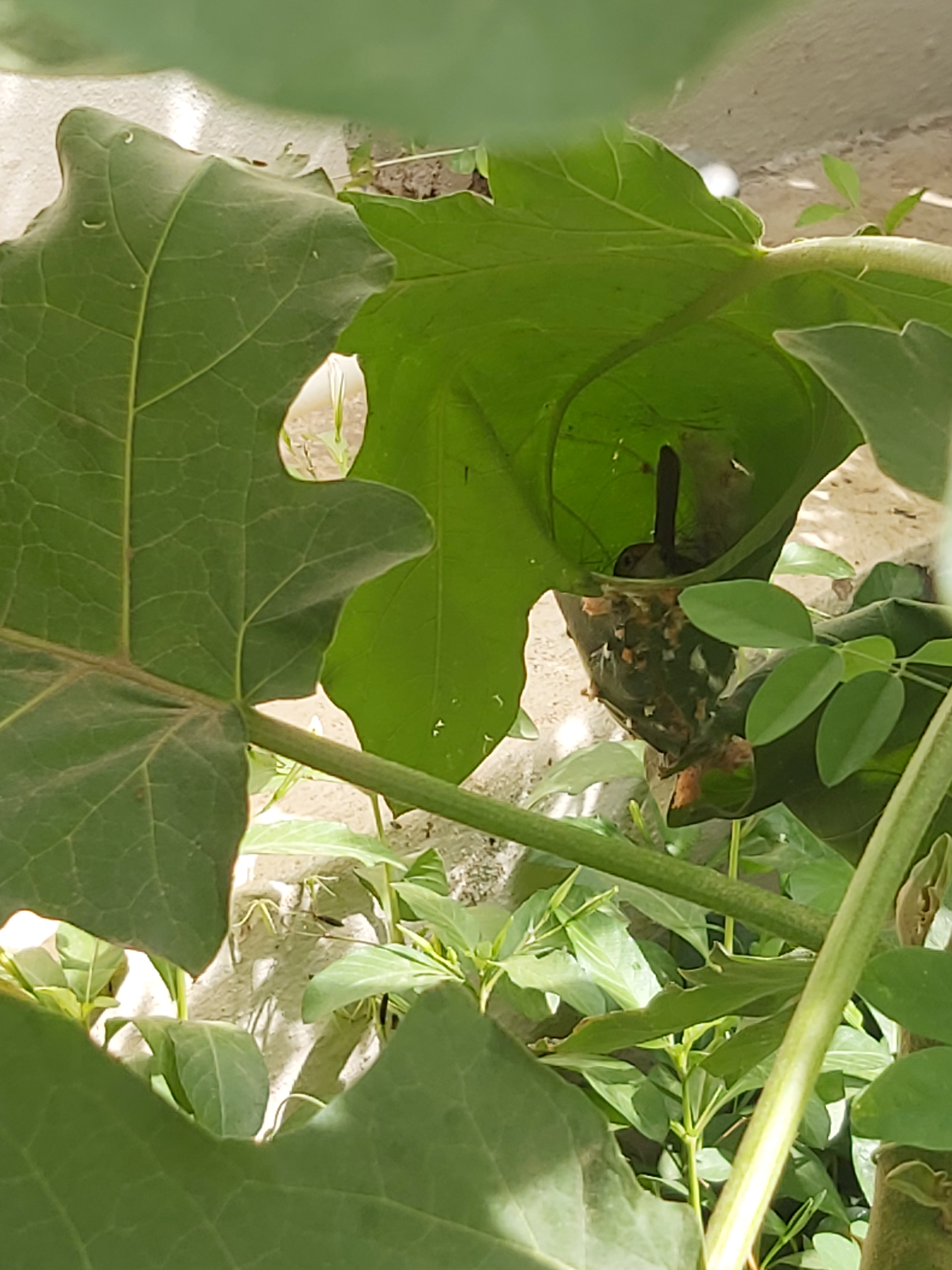
Couturière à longue queue couvant ses œufs dans un cornet de feuilles cousues
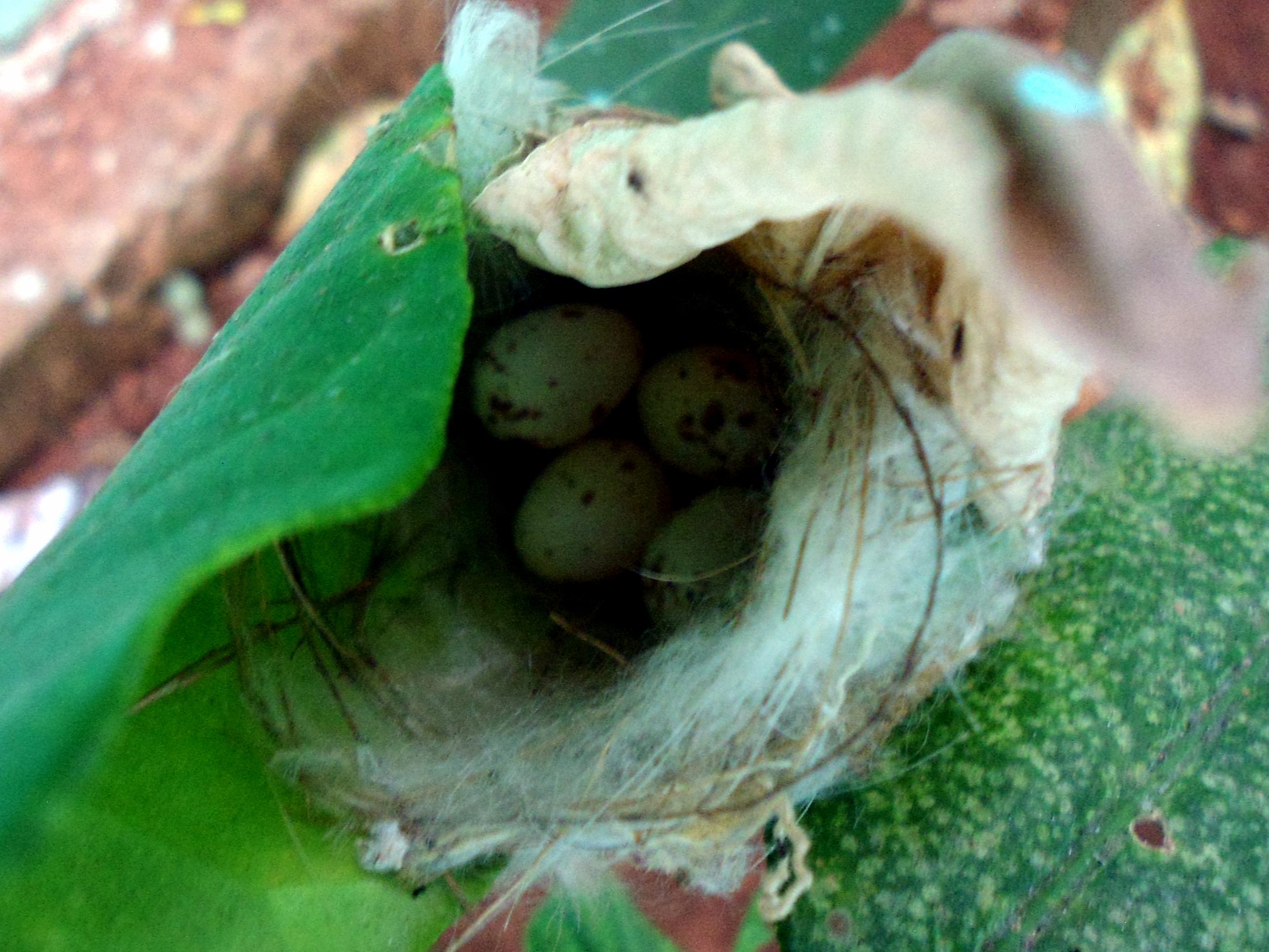
Quatre œufs de fauvette couturière tachetés brun-rouge
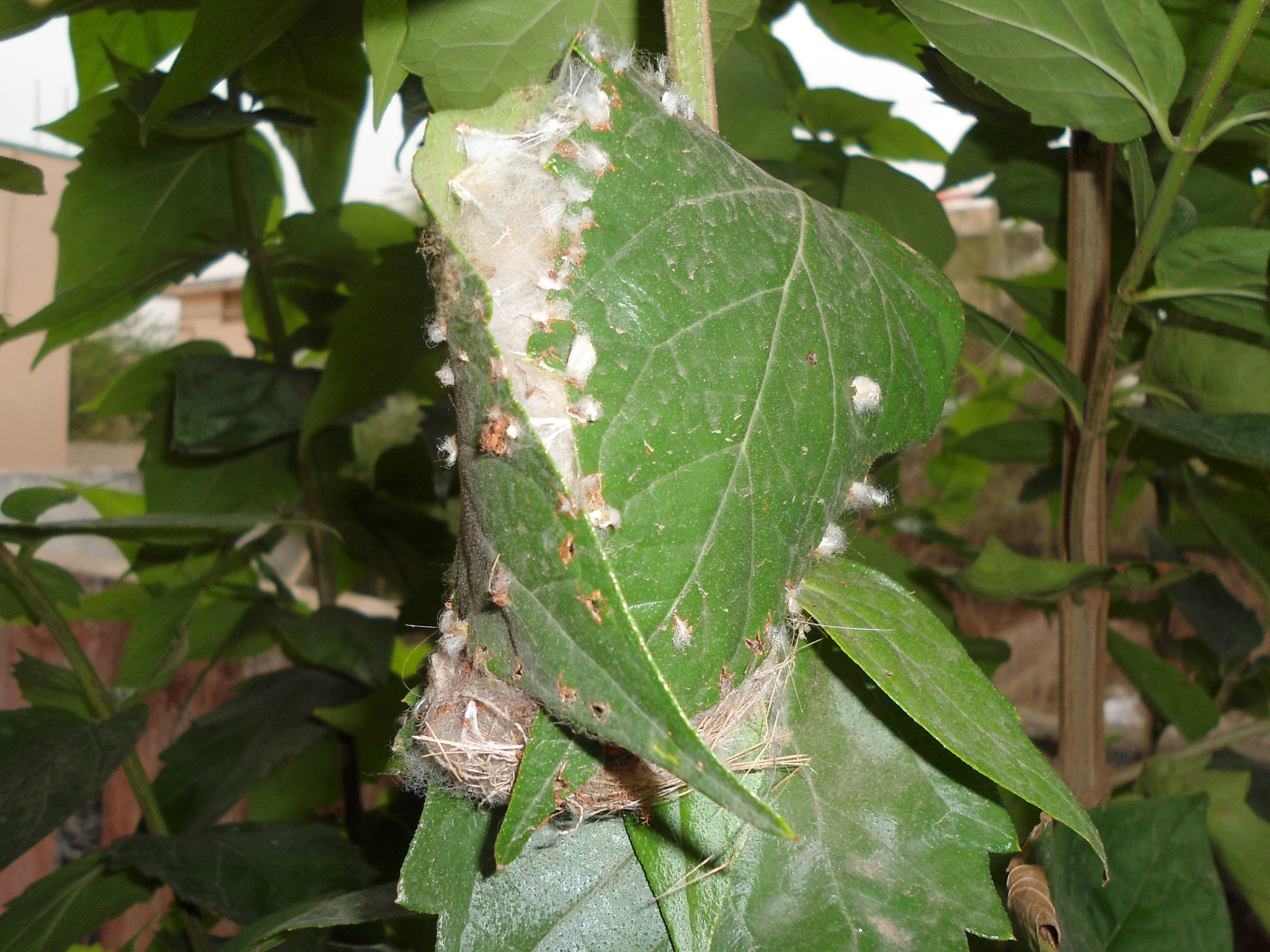
Nid aux feuilles "cousues" de Couturière à longue queue
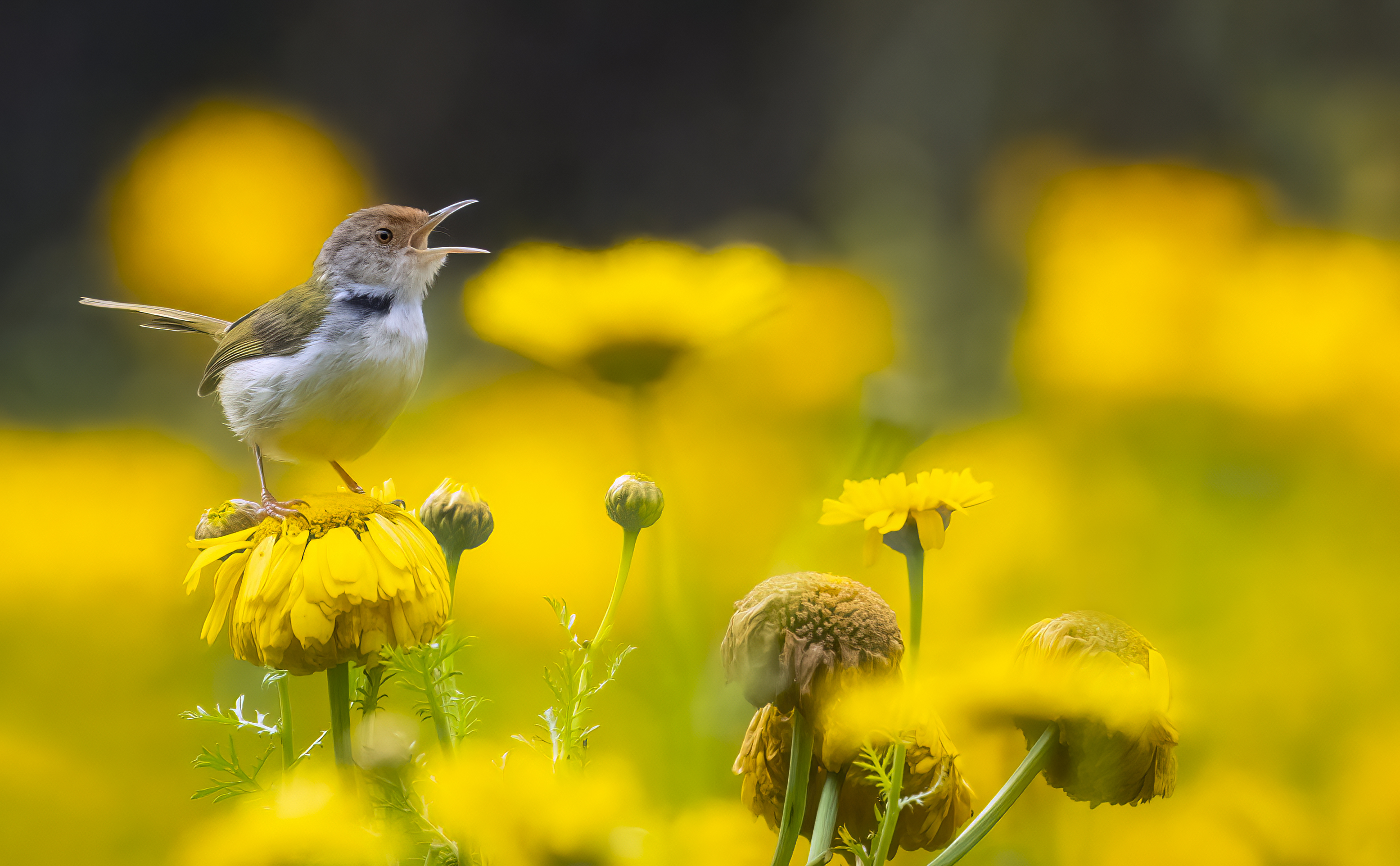
Une Couturière juchée sur un souci